# Душа компании
«Душа компании» (англ. Life of the Party) — американский комедийный фильм режиссёра Бена Фальконе.
Премьера фильма в США состоялась 11 мая 2018 года.

## Сюжет
Дэн решает расстаться со своей женой Дианной. Это стало неожиданностью для Дианны и для дочери Мэдди тоже. Дианна решает окончить университет, который вынуждена была бросить из-за замужества. В общежитии Дианна проводит время с Мэдди и её подругами. На вечеринке она знакомится со студентом Джеком, который влюбляется в неё. Вскоре выясняется, что новый друг — сын любовницы её бывшего мужа.
После развода Дианна не может оплатить обучение. Студенческие подруги решают организовать мероприятие, чтобы собрать средства, и придумывают, что на вечеринку приедет Кристина Агилера. Приходит много гостей, но через некоторое время они начинают нервничать из-за отсутствия певицы. Но внезапно она приезжает. Как оказалось, Кристина — двоюродная сестра одной из студенток. В конце года дочь с мамой получают диплом.

## В ролях
- Мелисса Маккарти — Дина Майлз
- Молли Гордон — Мэдди
- Майя Рудольф — Кристина
- Джеки Уивер — Сэнди
- Джули Боуэн — Марси
- Гиллиан Джейкобс — Хелен
- Дебби Райан — Дженнифер
- Мэтт Уолш — Дэн
- Шеннон Пёрсер — Конни
- Джимми О. Ян — Тайлер
- Люк Бенвард — Джек
- Крис Парнелл — Уэйн Трузак
- Стивен Рут — Майк
- Сара Бейкер — Гилдред
- Адриа Архона — Аманда
- Джесси Эннис — Дебби
- Нат Факсон — Лэнс
- Кристина Агилера — камео

## Производство
В апреле 2016 года было объявлено, что Мелисса Маккарти сыграет главную роль, а Бен Фальконе станет режиссером. В июле 2016 года Джиллиан Джейкобс была выбрана на роль Хелен, а Молли Гордон была выбрана на роль Мэдди. 2 августа к проекту присоединилась Джеки Уивер. 4 августа Майя Рудольф была выбрана на роль Кристин. 12 августа Дебби Райан присоединилась к актерскому составу, чтобы сыграть Дженнифер. 25 августа Мэтт Уолш был выбран на роль Дэна, мужа Дины. 29 августа Джули Боуэн была выбрана на роль Марси.
Съёмки начались в августе 2016 года в Атланте, штат Джорджия, без всякого сценария.